# Epomophorus labiatus
Epomophorus labiatus е вид прилеп от семейство Плодоядни прилепи (Pteropodidae). Видът не е застрашен от изчезване.

## Разпространение и местообитание
Разпространен е в Бурунди, Демократична република Конго, Еритрея, Етиопия, Замбия, Камерун, Кения, Малави, Мозамбик, Руанда, Танзания, Уганда и Южен Судан.
Обитава гористи местности, пустинни области, места със суха почва, ливади, савани, крайбрежия и плажове.

## Описание
На дължина достигат до 9,4 cm, а теглото им е около 44,8 g.
Популацията на вида е стабилна.